# Литвин Михайло Володимирович
Миха́йло Володи́мирович Литви́н  (21 листопада 1986, м. Київ — 28 березня 2022, с. Калинівка, Макарівський район, Київська обл.) — солдат Збройних Сил України, учасник російсько-української війни, який загинув під час російського вторгнення в Україну.

## Життєпис
Народився 21 листопада 1986 року у м. Києві в багатодітній сім'ї. Михайло був найменший у родині. У 2003 році закінчив середню загальноосвітню школу № 45 (11 класів) у місті Київ. У 2004–2011 рр. працював у Києві на заводі "Заповіт" слюсарем-механіком. У 2013–2016 рр. працював оператором на заправці Amic. У 2017–2022 рр. працював автослюсарем-механіком на СТО. Був доброю, позитивною та чуйною людиною. Хорошим сином і братом, люблячим батьком. Був одружений. Мав дружину і 3 річного сина. До повномасштабного вторгнення — не був військовослужбовцем.
24 лютого 2022 року о 9:00 ранку сам прибув до військомату і вступив до лав Збройних Сил України у складі ДШВ 95 ОДШБр (А 0281 частині) — солдат. 
26 березня 2022 року, коли шли жорсткі бої за звільнення Макарова, Михайло і ще четверо побратимів: Ігор Ігнатенко, Володимир Хомюк, Михайло Настащюк, Олександр Гаврилюк (95-ОДШБр), які виконували бойове завдання біля с. Калинівка, Макарівський район, Київська обл. були дуже тяжко поранені російським снайпером. 28 березня 2022 року від несумісних з життям травм Михайло і четверо побратимів померли. 
Поховали Михайла Литвина 10 квітня 2022 року у місті Києві з усіма військовими почестями на Берковецькому міському кладовищі 42 ділянка військових поховань, 1 ряд, 21 місце. 

## Нагороди
- орден «За мужність» III ступеня (29 липня 2022, посмертно) — за особисту мужність і самовіддані дії, виявлені у захисті державного суверенітету та територіальної цілісності України, вірність військовій присязі [1].